# 쫄기접시
물 밖에서 돌멩이를 수면에 던지며 노는 놀이인데 호수, 바다 등의 수면 위로 돌을 던져 제일 멀리 나가거나 돌이 물 위로 튕기는 수효에 따라 승패를 가르는 놀이이다.

## 지역에 따른 이름
지역에 따라서 '돌팔매놀이','물수제비놀이',‘팔매치기’, ‘물찰찰이’, ‘물종개’ 따위로 부르기도 한다.
일본, 중국에서도 이 놀이를 한다.

## 놀이방법
이 놀이에서는 동그랗지 않고 납작한 모양의 돌, 가벼운 돌이 가장 좋다.
던지는 방법은 최대한 허리를 구부려 물 표면과의 각을 적게 주는 것이다. 각을 크게 주게 된다면 돌이 많이 튀기질 못한다.
1. 납작한 돌을 줍는다. (여기서 기왓장이 좋다)
2. 누가 먼저 던질 것인지 순서를 정한다.
3. 순서를 정 한 후 차례로 물위를 행해 돌을 던진다.
4. 여기서 승패는 두 가지로 나뉜다.
  1. 돌이 물위를 많이 튄 사람이 이기는 것
  2. 돌이 물위를 튀면서 가장 멀리 날아간 쪽[1]

## 유래
석기 시대 당시 생활을 유지시키는 유일한 도구는 돌이었다. 사냥, 채집은 모두 돌을 이용해서했다. 이 때 사냥이나 나무 높이 있는 열매를 따기 위해서는 돌팔매질을 했어야했다. 그러다 시대가 변하면서 도구도 바뀌었다. 이전의 돌팔매는 그저 자연스럽게 놀이로 진화되고 발전되었다. 발전되면서 집단적인 놀이로는 석전(石戰；편싸움)이 되었고, 개별적으로는 돌팔매놀이나 비석치기 등으로 발전하였다. 따라서 이 놀이의 시작은 석기시대로 추정할 수 있다.
기록에 의하면 《죽암외집》에 "돌과 비석을 날리며 노는 아이들의 놀이"라고 소개되고 있다. 이 놀이는 일본에 전래되어 아직도 행해지고 있는데, 깨어진 기와나 납작한 작은 돌을 수중에 던져 그 기와나 돌이 수면을 꿰매듯이 날게 하는 놀이라 하여 '타와(打瓦)'라고 부른다.

## 놀이 효과
1. 팔운동과 어깨운동의 효과가 있다.
2. 공간감각과 물리 이해능력이 향상되는 효과가 있다.
3. 실력의 향상으로인한 큰 만족감과 성취감을 얻을 수 있다.
4. 스트레스를 해소하는 효과가 생긴다.[1]

## 참조
1. 1 2 3 4   이상호, 《전래놀이 101가지》, 사계절,1999,
2. ↑   박남일, 《좋은 문장을 쓰기 위한 우리말 풀이사전》, 서해문집,2004,